# Anepisceptus
Anepisceptus is een geslacht van rechtvleugeligen uit de familie sabelsprinkhanen (Tettigoniidae). De wetenschappelijke naam van dit geslacht is voor het eerst geldig gepubliceerd in 1853 door Fieber.

## Soorten
Het geslacht Anepisceptus omvat de volgende soorten:
- Anepisceptus horridus Burmeister, 1838
- Anepisceptus revoili Lucas, 1884
- Anepisceptus ruspolii Schulthess Schindler, 1894
- Anepisceptus suakimensis Kirby, 1896